# Bernard Castro
Bernardo Castro (Palermo, 11 agosto 1904 – Ocala, 24 agosto 1991) è stato un inventore italiano naturalizzato statunitense, che ha ideato il divano-letto, da lui battezzato Castro convertibile sofa.
A quindici anni si trasferì a New York. Lì il suo nome perse l'ultima lettera (diverrà conosciuto come Bernard Castro). Nel 1931 aprì un negozio di mobili. Castro si rese conto che dopo la Grande depressione del 1929 la vita era cambiata per molte persone: non ci si poteva permettere più delle case grandi e per risparmiare spazio si dovevano sacrificare dei mobili. Per rimediare a ciò, Castro reinventò il divano-letto (già ideato nel Seicento), rendendolo più economico e anche meno pericoloso. Ne diventò il primo produttore (la sua compagnia si chiamò Castro Convertibles) e ideò anche una pubblicità che fece scalpore: la protagonista era la figlia Bernadette (di quattro anni) che mostrava com'era facile aprire un divano-letto. Morì milionario in Florida all'età di 87 anni.